# 鳥井シンゴ
鳥井シンゴ（とりい しんご 1973年-）は、アイデアコンサルタント ビジネス書作家。デザイナー。
2002年度文化庁メディア芸術祭特別賞の体験伝達メディア「ライフスライス」や2006度のメディア芸術祭での遊具デジタルカメラ「Howdy?」を受賞したヒマナイヌのメンバー。相手の立場に立ったマーケティング理論を提唱し商品開発やマーケティングを主にコンサルティング、大学等でのセミナーを行う。

## 趣味
趣味は伝統楽器である薩摩琵琶の演奏で、10歳の時に薩摩琵琶・晴風会会長 浅野晴風の実娘である大関英子に師事し、芸名を鳥井紫風としている。その後、日本琵琶楽協会副会長である晴風会会長、山下晴楓に師事し現在に至る。現在数少ない芸歴40年以上の存命演奏者である。同、薩摩琵琶・晴風会には小椋佳氏も参加している。

## 著書
- マーケットと儲けのネタをヒモづけよう! ビジネスマンのための「儲かる発想」 (講談社BIZ) 書籍情報: ISBN 978-4062820790
- 8倍仕事ができる整理をしない仕事術「楽する発想」 (無双舎) 書籍情報: ISBN 978-4-86408-414-7

## 出演
- あっ！とおどろく放送局【浜田ブリトニーのぱねぇ！ｃｈ】 第3回目ゲスト出演